# Dangu, Eure
Dangu là một xã thuộc tỉnh Eure trong vùng Normandie miền bắc nước Pháp.